# Masakra Wiyotów (1860)
Masakra Wiyotów – masowy mord jaki miał miejsce w dniu 26 lutego 1860 w rejonie Tulawat (Tolowot) w Hrabstwie Humboldt w Kalifornii na wyspie noszącej dziś nazwę Indian Island, leżącej w Zatoce Humboldta w pobliżu miasta Eureka. W tym dniu z rąk białych osadników zginęło od 80 do 250 Indian z plemienia Wiyotów.
W wyniku kalifornijskiej gorączki złota przed rokiem 1860 doszło do napływu białych osadników na zamieszkiwane przez Indian ziemie w Kalifornii. Wiyoci byli przyjacielskim plemieniem, nie toczącym nigdy wcześniej walk z białymi. Starając się nie wzbudzić niepokoju wśród Indian, osadnicy ukryli przed nimi broń palną. W momencie ataku białych, napastnicy użyli jako broni siekier, maczug i noży. Według szacunków Indian Wiyotów zginąć miało od 80 do 250 mężczyzn, kobiet i dzieci. Jako że większość wojowników plemienia w tym samym czasie znajdowała się w drodze na obchody związane z indiańskim nowym rokiem, ofiarami osadników były głównie osoby starsze oraz dzieci. Z masakry ocalało niewiele osób.
Lokalna gazeta z Uniontown (obecnie Arcata) tak obrazowo opisywała całe wydarzenie:

Wszędzie widać było kałuże krwi. Ściany chałup splamione krwią, także trawa zabarwiła się na czerwono. Zwłoki ofiar obu płci i w różnym wieku leżały naokoło, od starców po niemowlęta. Niektórym rozpłatano głowy siekierami, innych zatłuczono maczugami. Jeszcze innych zadźgano nożami, rozcinając i rozczłonkowując ciała. Nie oszczędzono także i tych, którzy schronili się na moczarach. Tych po wytropieniu także zabito.

Masakra pod Tulawat poprzedziła atak na osadę Wiyotów nad Eel River. Pomimo że oba ataki zostały mocno skrytykowane przez prasę w całym Humboldt County, nie ukarano żadnego ze sprawców. Dziennikarz i pisarz Bret Harte, po ostrej krytyce morderców zmuszony został pod groźbą śmierci do opuszczenia okolicy. Wielu mieszkańców regionu wysłało listy do gazet w San Francisco potępiające sprawców.
Motywy masakry nie do końca zostały wyjawione. Miejscowy szeryf Barrant Van Ness kilka dni po masakrze napisał w Biuletynie wydanym w San Francisco, że motywem była zemsta osadników za kradzieże bydła. Miejscowi ranczerzy twierdzili, że stracili na rzecz Indian ósmą część bydła. Podczas pościgu za rzekomymi złodziejami bydła w maju 1859 r. miał zginąć ranczer James Ellison. Van Ness swój opis zakończył słowami, że nie usprawiedliwia w żaden sposób morderców.
Po masakrze nie pozwolono już Wiyotom powrócić na wyspę oraz rodzinne tereny, które zostały spustoszone i zajęte przez białych. Ci z nich, którzy przeżyli masakrę, znaleźli w większości schronienie w Forcie Humboldt. Stamtąd zostali później odprowadzeni przez wojsko do rezerwatu Klamath River. Wiele lat później Wiyotom udało się powrócić na swoje ziemie, gdzie co roku przeprowadzali indiańską ceremonię powstania świata.